# Manabu Komatsubara
Manabu Komatsubara (小松原 学 Komatsubara Manabu?, nacido el 2 de abril de 1981 en Gunma) es un exfutbolista japonés. Jugaba de delantero y su último club fue el FC Horikoshi de Japón.

## Trayectoria

### Clubes
| Club            | País  | Año         |
| --------------- | ----- | ----------- |
| Shonan Bellmare | Japón | 1998 - 2001 |
| Ventforet Kofu  | Japón | 2002        |
| FC Horikoshi    | Japón | 2004 - 2005 |